# David Schramm
David Norman Schramm (* 25. Oktober 1945 in St. Louis, Missouri; † 19. Dezember 1997 bei Denver, Colorado bei einem Flugzeugabsturz) war ein US-amerikanischer Astrophysiker.
Schramm studierte am Massachusetts Institute of Technology (Bachelor 1965) und am Caltech (California Institute of Technology), wo er 1971 promovierte. 1972 wurde er Assistant Professor an der University of Texas at Austin, 1974 Associate Professor an der University of Chicago und 1977 Professor am dortigen Enrico Fermi Institute. Ab 1982 bis zu seinem Tod war er dort Louis Block Professor of Physical Sciences. Gleichzeitig war er dort 1978 bis 1984 Professor für Astrophysik. Er war Gastwissenschaftler an der Universität Cambridge (1972), an der University of California, Berkeley (1992), der Carnegie Mellon University (1985) und am SLAC (1977). 1981 bis 1997 war er Adjunct Professor an der University of Utah.
Er beschäftigte sich mit der Urknalltheorie, deren führender Experte er in den 1970er und 1980er Jahren wurde. Als einer der ersten trat er auch für die Berücksichtigung der dunklen Materie ein. 
1974 erhielt Schramm den Robert J. Trumpler-Preis der Astronomical Society of the Pacific. 1975 wurde er Fellow der American Physical Society. 1978 verlieh ihm die American Astronomical Society den Helen-B.-Warner-Preis, die American Physical Society 1993 den Julius-Edgar-Lilienfeld-Prize. 1986 wurde er Mitglied der National Academy of Sciences. 1975 bis 1997 war er Berater des Lawrence Livermore National Laboratory, 1992 bis 1997 am Los Alamos National Laboratory und 1982 bis 1997 am Fermi National Accelerator Laboratory. 1994 wählte man ihn in die American Academy of Arts and Sciences.
Schramm starb am 19. Dezember 1997 bei einem Flugzeugabsturz in der Nähe von Denver, Colorado, als er sein eigenes Flugzeug (eine Swearingen-Fairchild SA 226) im Alleinflug manövrierte. 
Am 30. Januar 2010 wurde ein Asteroid nach ihm benannt: (113952) Schramm.